# Красний Гуляй
Красний Гуляй (на руски: Красный Гуляй) е селище от градски тип в Русия, разположено в Сенгилеевски район, Уляновска област. Населението му към 1 януари 2018 година е 2810 души.